# Jerzy Banach
Jerzy Banach (ur. 15 sierpnia 1922 w Krakowie, zm. 8 kwietnia 2005 tamże) – polski historyk sztuki.

## Życiorys
Syn Adama, pochodzącego z Krzeszowic doktora prawa i radcy prawnego policji, oraz Heleny z domu Niewolkiewicz. Uczęszczał do Liceum im. Nowodworskiego w Krakowie. W czasie II wojny światowej pracował w antykwariacie, po wojnie podjął studia w dziedzinie historii sztuki na Uniwersytecie Jagiellońskim. Studia ukończył w 1950 roku, po czym podjął pracę w Muzeum Historii Wawelu, które zostało połączone z Państwowymi Zbiorami Sztuki na Wawelu. Kierujący muzeum Jerzy Szablowski polecił Banachowi zorganizowanie działu ikonografii.
Banach pracował na Wawelu jako kustosz i sekretarz wydawnictwa do 31 maja 1958 roku. 15 kwietnia 1959 roku rozpoczął pracę w Muzeum – Zamku w Łańcucie. W 1963 roku został nominowany na stanowisko dyrektora Muzeum Narodowego w Krakowie. W muzeum tym pracował przez niemal 40 lat, w tym 11 lat jako dyrektor.y
Wydana w 1965 roku praca Ikonografia Krakowa pozwoliła mu na uzyskanie stopnia doktora na Uniwersytecie Jagiellońskim. Stopień doktora habilitowanego uzyskał na tej samej uczelni, na podstawie rozprawy „Herkules polonus. Studium z ikonografii sztuki nowożytnej”.
Został odznaczony m.in. Krzyżem Kawalerskim Orderu Odrodzenia Polski oraz francuskim Orderem Sztuki i Literatury. W 1999 r. otrzymał Nagrodę Miasta Krakowa w dziedzinie kultury i sztuki.
Zmarł w 2005 roku, został pochowany na cmentarzu Rakowickim w Krakowie. 
Ożeniony z Marianną Turaj, nie miał dzieci. Jego tablica pamiątkowa znajduje się w Fundacji im. Brata Alberta w Radwanowicach, którą wspierał materialnie.